# البناء الاجتماعي للجندر
البناء الاجتماعي للجندر أو البناء الاجتماعي للنوع الاجتماعي، هو نظرية في النسوية وعلم الاجتماع، حول سير الجندر (النوع الاجتماعيّ) والاختلافات الجندرية في المجتمعات. يخلق المجتمع والثقافة وفقًا لوجهة النظر هذه الأدوار الجندرية، وتُحدَّد هذه الأدوار كسلوك مثالي أو مناسب لشخص من هذا الجنس المحدد.
يجادل بعض مؤيدي هذه الفكرة أن الاختلافات في السلوك بين الرجال والنساء، عبارة عن أعراف اجتماعية بالكامل، في حين يعتقد آخرون أن السلوك يتأثر بعوامل بيولوجية عالمية بدرجات متفاوتة، مع وجود تأثير كبير للأعراف الاجتماعية على السلوك الجندري.

## مفاهيم أساسية

### البنائية الاجتماعية
ترتبط جذور حركة البناء الاجتماعي في علم النفس، بانتقاد الموضوعية التي تفترضها مفاهيم المعرفة الوضعية/ التجريبية (غيرغن، 1985). من بين الاختلافات الأكثر شيوعًا في نظريات البنائية الاجتماعية، نظرية الدور الجندري، التي اعتبرها ألسُب وفيتزمنس ولينون (2002) شكلًا مبكرًا من أشكال البنائية الاجتماعي. يكشف التركيز على السلطة والتسلسل الهرمي، عن الإلهام النابع من إطار ماركسي استُخدم مثلا من قبل النسوية المادية، وكتابات فوكو عن الخطاب. البنائية الاجتماعية، باختصار، هي مفهوم يعني أن هناك الكثير من الأشياء التي «يعرفها» الناس أو يعتبرونها «حقيقة» ذات موقع اجتماعي جزئي على الأقل، إن لم تكن بالكامل. كتب على سبيل المثال، عالم النفس في جامعة هارفارد ستيفن بينكر أن «بعض الفئات هي في الواقع بُنى اجتماعية: توجد فقط لأن الناس يوافقون ضمنيًا على التصرف كما لو كانت موجودة. وتشمل الأمثلة، المال والمنصب والمواطنة وأوسمة الشجاعة ورئاسة الولايات المتحدة».

### الجندر (النوع الاجتماعي)
الجندر وفقا لويست وزيمرمان ليس سمة شخصية، إنما «سمة ناشئة عن المواقف الاجتماعية: كنتيجة وسبب لترتيبات اجتماعية مختلفة، وكوسيلة لإضفاء الشرعية على أحد أهم التقسيمات الأساسية في المجتمع». اعتُمد مصطلح الجندر تاريخيًا، كوسيلة للتمييز بين الجنس البيولوجي والجوانب الاجتماعية للأنوثة والذكورة. وعلاوة على ذلك، اعتُبر أن الجندر يتحقق ويصبح أكثر أو أقل استقرارًا بعد اكتسابه في مرحلة الطفولة المبكرة. يقترح المنظور البنائي المعاصر، كما اقترحه فنستيرميكر وويست، معاملة النوع الاجتماعي كنشاط (الفعل) باستخدام الوصفات والمعتقدات المعيارية حول فئات الجنس بناءً على المتغيرات الظرفية. تشكل هذه «الأنشطة الجندرية» انتمائنا إلى جنس معين بناء على الانقسام الثنائي المقبول اجتماعيًا لـ«النساء» و«الرجال». لوحظ أن هذه الأنشطة لا يُنظر إليها دائمًا (من قِبل الناس) على أنها «ذكورية» أو «أنثوية»، فهي عرضة دائمًا لخطر تقييمها على أنها «نسائية» أو «رجولية»، ففي النهاية، يمكن الحكم على أي سلوك بناءً على طبيعته «الرجولية» أو «النسائية». هذه «النشاطات الجندرية» قائمة في الواقع على هذه التفاعلات التي تشكل التقييمات المستمرة في المواقف المختلفة. ويشير هذا بدوره إلى الطبيعة الظرفية للجندر، بدلًا من طبيعته الأصيلة والطبيعية والفردية.

#### الأدوار الجندرية
تتركز الأدوار الجندرية غالبًا، حول مفاهيم الذكورة والأنوثة. تشير الدراسات التجريبية إلى أن الأدوار الجندرية هي «بنى اجتماعية تختلف اختلافًا كبيرًا عبر الزمن والسياق والثقافة». كتب رونالد ف. ليفانت وكاثلين ألتو:
«يقدم تقرير تجميعي حديث لدراسات التحليل التجميعي للفروق الجندرية، دليلاً قوياً لفهم البناء الاجتماعي للجندر. فحص إيثان زيل وزملاؤه أكثر من 20 ألف نتيجة من 12 مليون مشارك، مقارنين الرجال والنساء في موضوعات تتراوح من المخاطرة إلى صورة الجسد. وجد الباحثون أن غالبية التأثيرات كانت صغيرة إلى صغيرة جدًا، مما يشير إلى وجود تشابهات أكثر بكثير من الاختلافات بين الأنواع الاجتماعية».
تعد الأدوار الجندرية وفقا لبيركوفيتش، بمثابة قبول للبناء الاجتماعي، كونها متعلقة بالجندر والأدوار التي نؤديها. «ترتيب النوع الاجتماعي هرمي، ويهيمن الرجال عمومًا على النساء من حيث السلطة والامتياز، وتتشابك مع ذلك مصادر القوة والاضطهاد المتعددة والمتضاربة، ولا يسيطر كل الرجال على جميع النساء. ينظّر تقاطع الجندر مع العرق والإثنية والطبقة الاجتماعية والجنسانية والأمة بطرق عرضية مكانيًا ومتعددة».
يمكن دراسة بنائية النوع الاجتماعي والأدوار النمطية من خلال بيئة معينة. يحول نظام أبوي جندري معين المجرد إلى واقع مادي، ويُتفاوض على هذا الواقع في كل تفاعل لنا. على سبيل المثال، واستنادًا إلى محاكاة نوقشت في «امش كرجل، وتحدث كامرأة»، توضح المحاكاة المستخدمة «الإيجابية الاجتماعية للجندر، مع الإبقاء على النوع الاجتماعي ضمن إطار مفاهيمي، وتصويره على أنه عملية ونظام للتقسيم الطبقي وبنية اجتماعية». تصورات العالم الاجتماعي التي ينظر فيها هؤلاء الطلاب إلى العالم من حولهم هي «حقيقة موضوعية أكثر من كونها ناتجة عن التفاعل والتفسير البشري والتفسير المؤسساتي المتغير بمرور الوقت». من أقوى المفاهيم التي تشجعها هذه المحاكاة، التدريس من منظور بنائي يتطلب من المدرسين «تحدي المفاهيم عن طريق مطالبة الطلاب بتفكيك وتحليل كيفية حدوث الظواهر الاجتماعية وأسبابها».

#### الهوية الجندرية
لا تُعتبر الهوية الجندرية سمة ثابتة ومستقرة وفقا لليزا م. دايموند، بل تُبنى اجتماعيًا وقد تختلف عند الفرد بمرور الوقت. أظهرت دراسة أجرتها باندورا وبوسي أن الأطفال يريدون أن يكونوا مثل الآخرين من فئة جنسهم. دُرس التوافق الاجتماعي على نطاق واسع لدى المراهقين. أظهرت النتائج ميل الأطفال بعمر 6 سنوات إلى الامتثال للخيارات التي يجدها أقرانهم أكثر شعبية؛ يبدأون في تصنيف الأشياء بأنها «للفتيات» أو «للصبيان» والتوافق مع ما هو متوقع منهم. يذكر ويست وزيمرمان أن مفهوم النسائية أو الأنوثة يتحقق من خلال عملية نشطة لخلق الجندر، من خلال التفاعل مع الآخرين في سياق اجتماعي معين.

#### الجنسانية والتوجه الجنسي

التوجهات الجنسية الثلاثة عند الإنسان (المغايرة الجنسية، والمثلية الجنسية، وازدواجية التوجه الجنسي)

بدأت المدارس الابتدائية في الولايات المتحدة في السنوات الأخيرة، باستخدام كتب تتضمن إما أسرًا غير تقليدية من أبوين مثليين، أو نماذج لأدوار المثليين جنسياً أو (في حالات أقل) مراهقًا يكتشف ويتقبل ميوله الجنسية أو جنسانيته.
يقر هيرمان ويلمارث وريان بهذا الارتفاع في التمثيل، في حين ينتقدان الطريقة التي يعرض بها الاختيار المحدود للكتب هذه الشخصيات، آخذة في الاعتبار التوصيفات الشائعة للمثلية الجنسية. يصف المؤلفون هذا النمط من التمثيل بأنه «مثلي لا معيارية»، وفي المثال الوحيد للكتاب الذي يتساءل فيه بطل الرواية عن هويته الجندرية، يُترك غامضًا فيما إذا كان أم لم يكن رجلاً عابرًا جنسيًا، أو أنه تظاهر بذلك ببساطة.
تجادل دايموند وبترورث، بأن الهوية الجندرية والهوية الجنسية مرنتان، ولا تندرجان بالضرورة في فئتين أساسيتين (رجل أو امرأة ومثلي الجنس أو غيري)، وتوصلتا إلى هذا الاستنتاج من خلال مقابلة النساء اللاتي ينتمين لمجموعة من الأقليات الجنسية على مدار عشر سنوات. حظيت إحدى النساء بطفولة مبكرة عادية نسبيًا، ولكنها شككت في جنسانيتها في فترة المراهقة، وبقيت ثابتة على نوعها الاجتماعي وهويتها الجندرية، حتى بدأت العمل مع الرجال واتخذت «موقفًا» ذكوريًا وبدأت في التشكيك في هويتها الجندرية. وعندما أصبحت رجلًا، بدأ بعد ذلك ينجذب للرجال، وتدريجيًا عرف نفسه كرجل مثلي.